# Giovanni Agusta

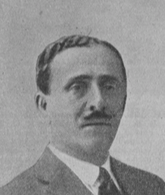
Giovanni Agusta

Giovanni Agusta (* 4. Oktober 1879 in Parma; † 1927) war ein italienischer Unternehmer, Flugzeugpionier und Erfinder des Bremsschirms. Im Jahr 1908 gründete er das Luftfahrtunternehmen Agusta in Palermo, das im Jahr 2000 mit Westland Aircraft zu AgustaWestland fusionierte und am 26. Mai 2004 von Finmeccanica übernommen wurde.
Nach Ende des Zweiten Weltkriegs wurde der Motorradhersteller MV Agusta als Ableger von Agusta gegründet, um die Arbeitsplätze der ehemals in der Luftfahrzeugherstellung Beschäftigten zu erhalten.

## Leben
Agustas Familie stammt ursprünglich aus Sizilien. Im Jahr 1907 entwickelte Agusta den Doppeldecker AG.1. Im Jahr 1911 nahm er als Freiwilliger am Italienisch-Türkischen Krieg in Libyen teil. Ein Jahr später wurde er vom italienischen Flugzeughersteller Caproni als leitender Inspektor für die Auslieferung von Bombern an die Kriegsfront berufen.